# 복륙복
복륙 복(復陸福, ? ~ ?)은 전한 후기의 제후이다.

## 행적
복륙선평의 아들로서 두후(杜侯) 작위를 이어받았으나, 하평 4년(기원전 25년) 친아들이 아니라는 사실이 발각되어 박탈되었다.

## 출전
- 반고, 《한서》 권17 경무소선원성공신표

| 선대 아버지 복륙선평 | 전한의 두후 ? ~ 기원전 25년 | 후대 (봉국 폐지) |